# Khân al-Khalili

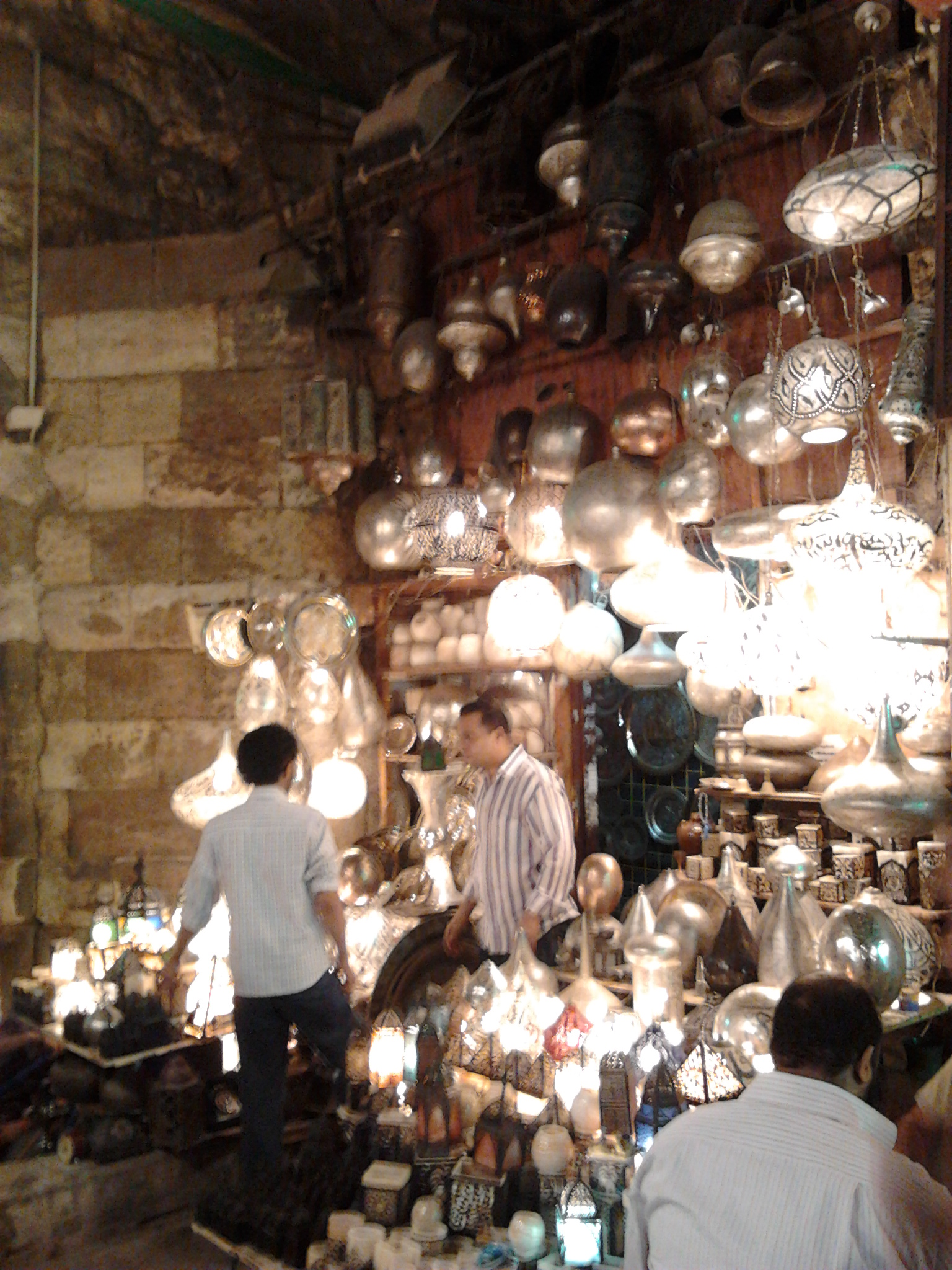
Khân al-Khalili

Khân el Khalili, le grand souk du Caire, est mondialement connu. En plein cœur du Caire islamique, il est délimité au sud par les mosquées Al-Azhar et Al-Hussein et au nord par la mosquée Al-Hakim (1010), entre les deux portes Bab Al-Futuh (porte de la conquête) et Bab An-Nasr (porte de la victoire) dans l'enceinte construite en 1087 pour défendre la ville fatimide d'Al-Qahira (Le Caire).

## Plan du Khân
- repère 1 : madrassa et mausolée de Qala'un
- repère 2 : madrassa et mausolée An-Nasir Mohammed (1304)
- repère 3 : madrassa et mausolée de Barquq (1386)
- repère 4 : madrassa Kamiliya établie par le sultan Al-Kamel entre 1180 et 1238
- repère 5 : madrassa et mausolée es-Salih Ayyub (1242-1250), une des premières madrassa Ayyubide (et une des rares qui restent)
- repère 6 : madrassa de Baybar
- repère 7 : école coranique Ismaïl Pacha
- repère 8 : palais Uthman Katkhuda (résidence des Mamelouks dans le passé)
- repère 9 : palais de Beshtak, construit en 1334 par l'émir Beshtak
- repère 10 : école coranique et sa fontaine Abdel Katkhuda (1744)
- repère 11 : mosquée al-Aqmar (signifiant les lunes, construite en 1125, parfois appelée la mosquée grise)
- repère 12 : maison es Suhaymi (XVIIe siècle)
- repère 13 : mausolée du cheik Sinan
- repère 14 : mosquée Mithqal
- repère 15 : mosquée el-Higaziya
- repère 16 : mosquée el-Ahmedi (XVIIe siècle)
- repère 17 : mosquée Muharram (1539)
- repère 18 : wukala Bashi
- repère 19 : restes du palais Musafirkhana (1779) détruit par un incendie
- repère 20 : école coranique Oda Bashi (1673)
- repère 21 : mosquée el-Ustadar
- repère 22 : wukala Bazaraa (XVIIe siècle)
- repère 23 : mosquée el-Saada
- repère 24 : école Qitasbay
- repère 25 : medersa Qara Sunqur
- repère 26 : fontaine Suleyman Aga
- repère 27 : mosquée Suleyman Aga es-Silahdar (1839)
- repère 28 : mosquée Al-Hakim (1010)
- repère 29 : porte Bab al-Futuh
- repère 30 : porte Bab an-Nasr
- repère 31 : wukala de Qaitbey, construction médiévale de 1481 servant d'auberge des négociants
- repère 32 : mosquée el-Jashankir

## Photos

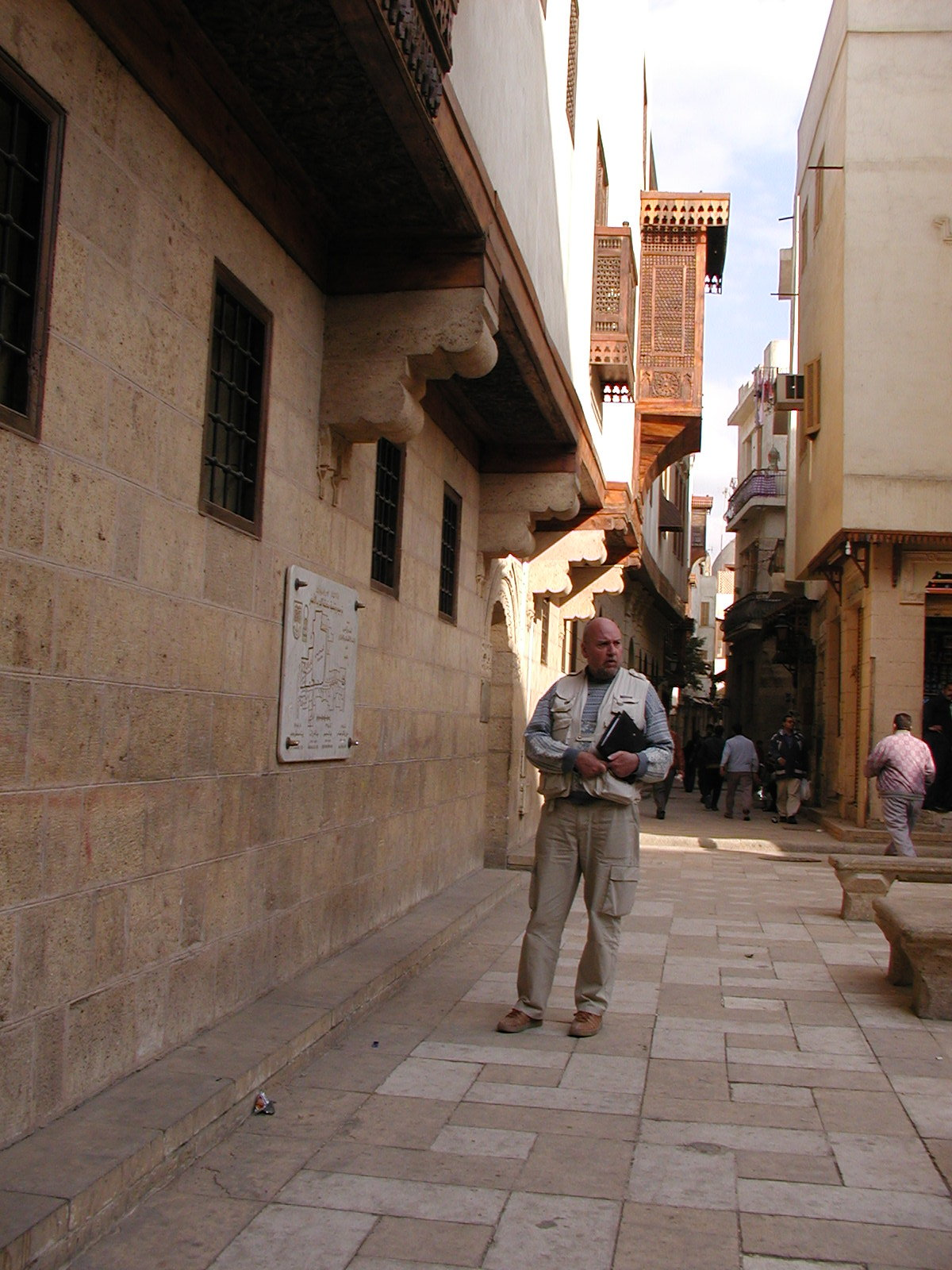
Devant la maison es Suhaymi (repère 12)
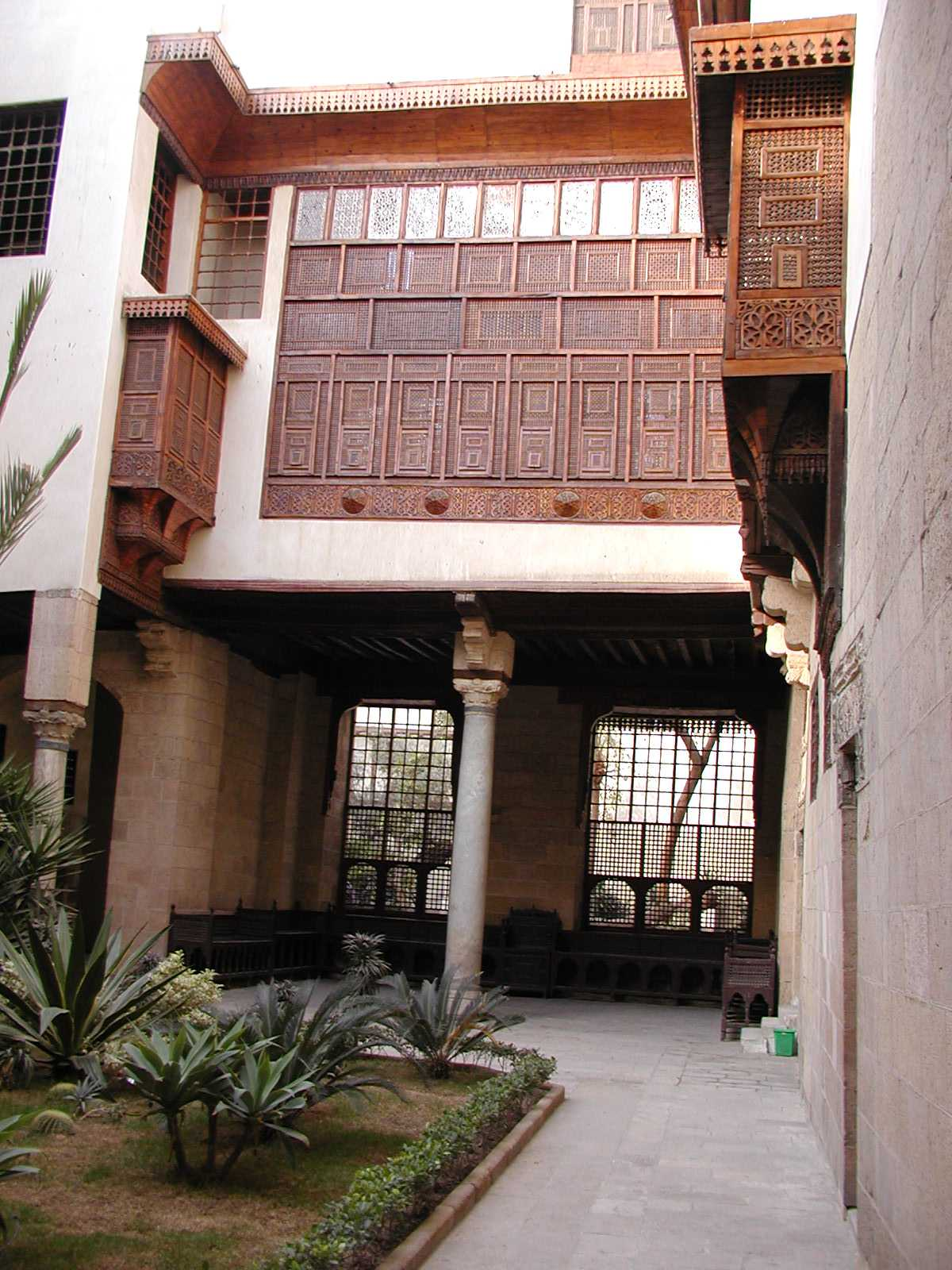
Cour intérieure de la maison es Suhaymi
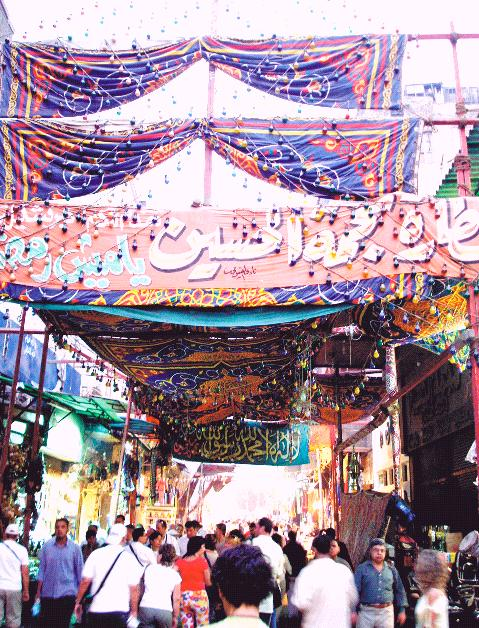
Touristes dans le Khân el Khalili